# That Time I Got Reincarnated as a Slime
That Time I Got Reincarnated as a Slime (転生したらスライムだった件, Tensei Shitara Suraimu Datta Ken) is een Japanse light novelserie die is geschreven door Fuse en geïllustreerd door Mitz Vah. De serie bestaat uit 21 en twee extra delen en is uitgegeven in Japan door Micro Magazine vanaf 30 mei 2014.
Er verscheen ook een 25-delige manga in maart 2015, en een 48-delige animeserie die is uitgezonden vanaf oktober 2018. In 2021 werd een computerrollenspel (RPG) aangekondigd voor smartphones. Het spel is ontwikkeld door Bandai Namco onder de titel That Time I Got Reincarnated as a Slime: ISEKAI Memories.
In 2018 werd bekendgemaakt dat de novelleserie ongeveer 4,5 miljoen keer is verkocht.

## Plot
Het verhaal draait om Satoru Mikami, een 37-jarige salaryman in Tokio die wordt vermoord. Hij keert als reïncarnatie terug op aarde in de vorm van een slijm. Zijn enige doel is een leger monsters op te bouwen voor een zelfstandige natie.

## Personages
| Personage        | Stemacteur          |
| ---------------- | ------------------- |
| Rimuru Tempest   | Miho Okazaki        |
| Veldora Tempest  | Tomoaki Maeno       |
| Gobta            | Asuna Tomari        |
| Ranga            | Chikahiro Kobayashi |
| Shizue Izawa     | Yumiri Hanamori     |
| Shion            | Mao Ichimichi       |
| Benimaru         | Makoto Furukawa     |
| Shuna            | Sayaka Senbongi     |
| Soei             | Takuya Eguchi       |
| Demon Lord Milim | Rina Hidaka         |
| Gelmud           | Kengo Kawanishi     |
| Treyni           | Rie Tanaka          |